# Хронологія рекордів Європи з бігу на 400 метрів з бар'єрами серед чоловіків
Рекорди Європи з бігу на 400 метрів з бар'єрами визнаються Європейською легкоатлетичною асоціацією з-поміж результатів, показаних європейськими легкоатлетами на доріжці стадіону, за умови дотримання встановлених вимог.

## Хронологія рекордів

### Ручний хронометраж
| Результат     | Атлет                                 | Місто змагань | Дата змагань | Примітки | Відео            |
| ------------- | ------------------------------------- | ------------- | ------------ | -------- | ---------------- |
| 53,8h         | Стен Петтерссон Швеція                | Париж         | 04.10.1925   |          |                  |
| 52,4h         | Стен Петтерссон Швеція                | Кельн         | 07.08.1928   |          |                  |
| 52,4h         | Луїджі Фачеллі Італія                 | Болонья       | 06.10.1929   |          |                  |
| 51,6h         | Фрідріх-Вільгельм Геллінг Третій Рейх | Берлін        | 09.07.1939   |          |                  |
| 51,6h         | Жан-Клод Аріфрон Франція              | Париж         | 09.09.1948   |          |                  |
| 51,6h         | Армандо Філіпут Італія                | Мілан         | 08.10.1950   |          |                  |
| 50,4h         | Юрій Літуєв СРСР                      | Будапешт      | 20.09.1953   |          |                  |
| 49,9h         | Гельмут Янц ФРН                       | Рим           | 02.09.1960   |          |                  |
| 49,7h         | Сальваторе Морале Італія              | Рим           | 15.10.1961   |          |                  |
| 49,2h         | Сальваторе Морале Італія              | Белград       | 14.09.1962   |          |                  |
| 49,1h         | Райнер Шуберт ФРН                     | Мехіко        | 13.10.1968   |          |                  |
| 49,1h         | Райнер Шуберт ФРН                     | Мехіко        | 13.10.1968   |          |                  |
| 49,1h         | Роберто Фріноллі Італія               | Мехіко        | 14.10.1968   |          |                  |
| 49,1h         | Герхард Генніге ФРН                   | Мехіко        | 14.10.1968   |          |                  |
| 48,1h (48,12) | Дейв Гемері Велика Британія           | Мехіко        | 15.10.1968   |          | Відео на YouTube |

### Електронний хронометраж
| Результат                             | Атлет                       | Місто змагань | Дата змагань | Примітки          | Відео            |
| ------------------------------------- | --------------------------- | ------------- | ------------ | ----------------- | ---------------- |
| 48,12                                 | Дейв Гемері Велика Британія | Мехіко        | 15.10.1968   |                   | Відео на YouTube |
| 47,85                                 | Гаральд Шмід ФРН            | Турин         | 04.08.1979   |                   |                  |
| 47,48                                 | Гаральд Шмід ФРН            | Афіни         | 08.09.1982   |                   |                  |
| 47,48                                 | Гаральд Шмід ФРН            | Рим           | 02.09.1987   |                   |                  |
| 47,37                                 | Стефан Діагана Франція      | Лозанна       | 05.07.1995   |                   |                  |
| 47,33                                 | Карстен Варгольм Норвегія   | Осло          | 13.06.2019   | [ 1 ]             |                  |
| 47,12                                 | Карстен Варгольм Норвегія   | Лондон        | 20.07.2019   | [ 2 ]             |                  |
| 46,92                                 | Карстен Варгольм Норвегія   | Цюрих         | 29.08.2019   | [ 3 ]             |                  |
| 46,87                                 | Карстен Варгольм Норвегія   | Стокгольм     | 23.08.2020   | [ 4 ] [ 5 ]       |                  |
| 46,70                                 | Карстен Варгольм Норвегія   | Осло          | 01.07.2021   | [ 6 ] [ 7 ] [ 8 ] | Відео на YouTube |
| 45,94                                 | Карстен Варгольм Норвегія   | Токіо         | 03.08.2021   | [ 9 ] [ 10 ]      | Відео на YouTube |
| 3 роки, 234 дні від дати встановлення |                             |               |              |                   |                  |